# Jerzy Stuhr

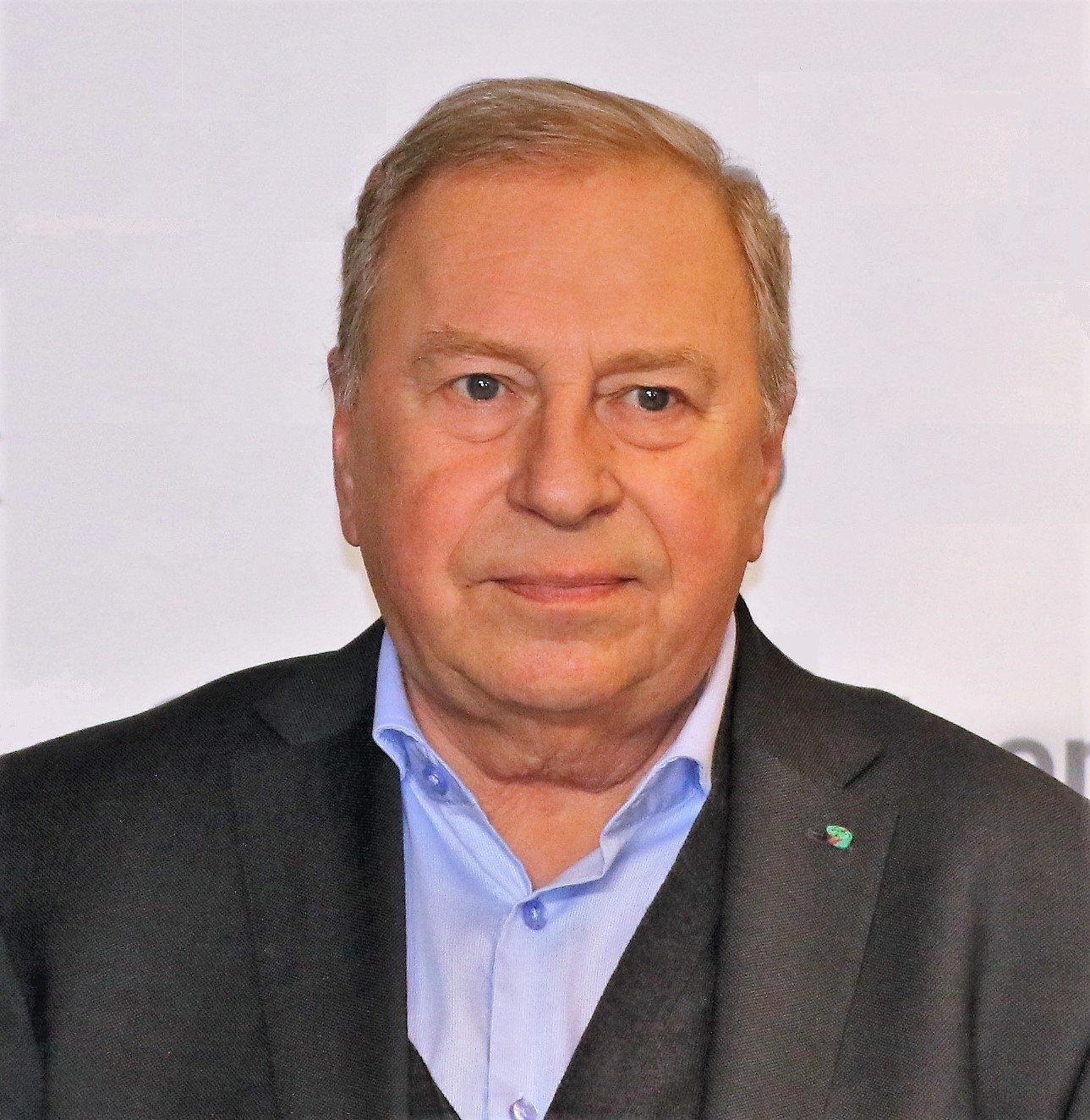
Jerzy Stuhr (2018)

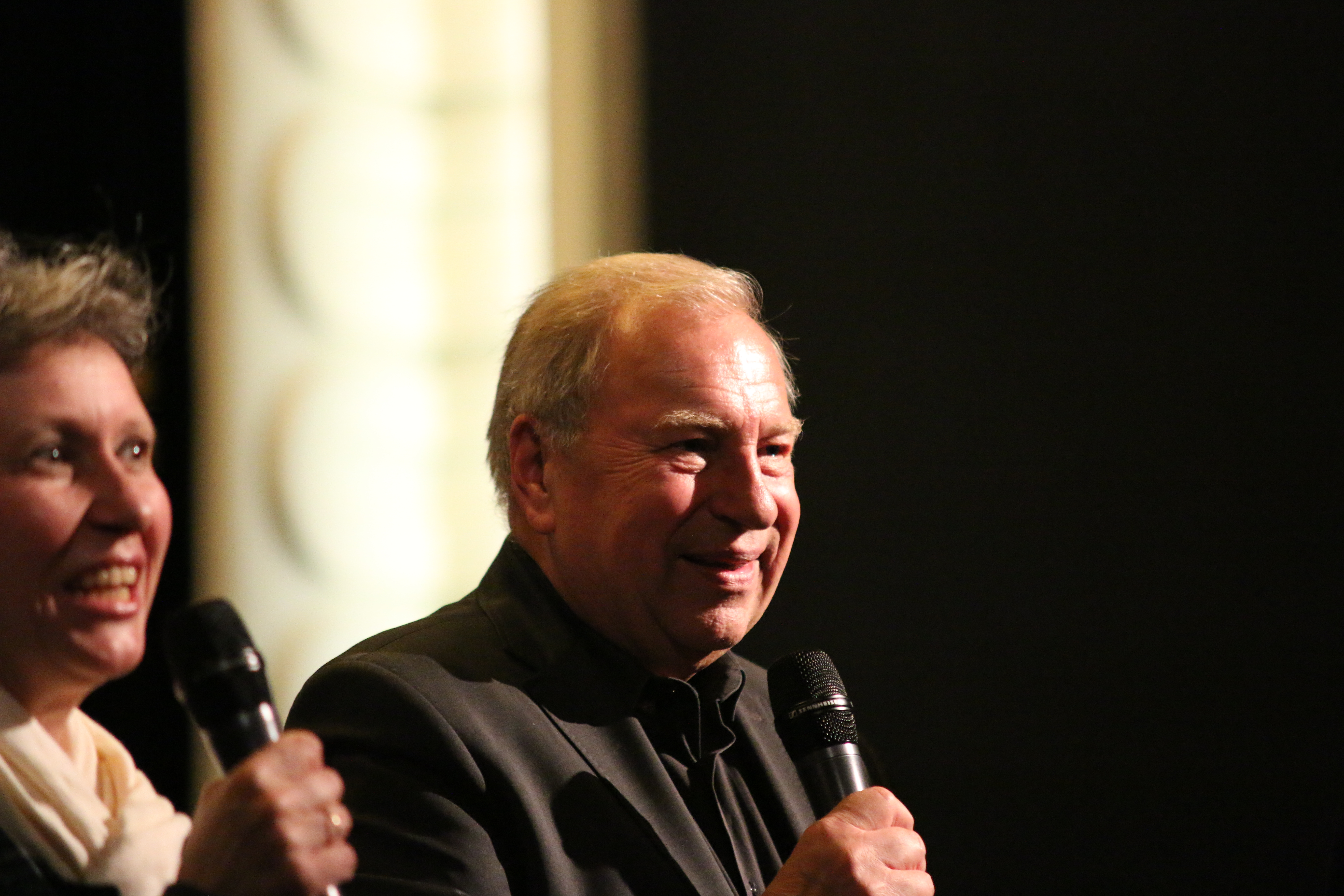
Jerzy Stuhr (2015)

Jerzy Oskar Stuhr (* 18. April 1947 in Krakau; † 9. Juli 2024 ebenda) war ein polnischer Schauspieler, Regisseur, Professor und Ehrendoktor der Schlesischen Universität in Katowice.

## Leben
Stuhr beendete 1970 ein Polonistik-Studium in Krakau und begann zwei Jahre später mit einer Schauspielausbildung an der Staatlichen Schauspielschule in Krakau, deren Rektor er von 1990 bis 1997 und wieder ab 2002 war. Er war Schauspieler am Teatr Stary in Krakau und erhielt für seine zweite Regiearbeit Liebesgeschichten (1997), in der er auch die Hauptrolle übernahm, eine Nominierung für den Europäischen Filmpreis als bester Darsteller sowie den FIPRESCI-Preis bei den Internationalen Filmfestspielen von Venedig 1997. Ab 1998 war Stuhr Mitglied der Europäischen Filmakademie. Sein Sohn Maciej Stuhr (* 1975) ist mittlerweile auch ein populärer polnischer Schauspieler. Für die Rolle des Radca in Krzysztof Zanussis Drama Persona non grata erhielt Jerzy Stuhr 2006 den Polnischen Filmpreis als bester Nebendarsteller.
Jerzy Stuhr starb im Juli 2024 im Alter von 77 Jahren in Krakau.

## Filmografie (Auswahl)
- 1976: Gefährliche Ruhe (Spokój) – Regie: Krzysztof Kieślowski
- 1976: Amator – Regie: Krzysztof Kieślowski
- 1976: Die Narbe (Blizna) – Regie: Krzysztof Kieślowski
- 1978: Der Conferencier (Wodzirej) – Regie: Feliks Falk
- 1978: Ohne Betäubung (Bez znieczulenia) – Regie: Andrzej Wajda
- 1979: Die Chance (Szansa) – Regie: Feliks Falk
- 1984: Ein Jahr der ruhenden Sonne (Rok spokojnego słońca) – Regie: Krzysztof Zanussi
- 1984: Sexmission (Seksmisja) – Regie: Juliusz Machulski
- 1985: Medium – Regie: Jacek Koprowicz
- 1987: Ein Zug nach Hollywood (Pociąg do Hollywood) – Regie: Radosław Piwowarski
- 1988: King Size (Kingsajz) – Regie: Juliusz Machulski
- 1988: Dekalog, Zehn (Dekalog, dziesięć) – Regie: Krzysztof Kieślowski
- 1988: Déjà vu – Regie: Juliusz Machulski
- 1989: Bürger Piszczyk (Obywatel Piszczyk) – Regie: Andrzej Kotkowski
- 1991: Leben für Leben – Maximilian Kolbe (Życie za życie: Maksymilian Kolbe) – Regie: Krzysztof Zanussi
- 1993: Die Entführung der Agata (Uprowadzenie Agaty) – Regie: Marek Piwowski
- 1994: Drei Farben: Weiß (Trzy kolory: Biały) – Regie: Krzysztof Kieślowski
- 1997: Liebesgeschichten (Historie miłosne) – Regie: Jerzy Stuhr
- 1997: Killer (Kiler) – Regie: Juliusz Machulski
- 1999: Eine Woche aus dem Leben eines Mannes (Tydzień z życia mężczyzny) – Regie: Jerzy Stuhr
- 1999: 2 Killer (Kiler-ów 2-óch) – Regie: Juliusz Machulski
- 2000: Das große Tier (Duże zwierzę) – Regie: Jerzy Stuhr
- 2000: Down House – Regie: Roman Romanowitsch Katschanow
- 2003: Show – Regie: Maciej Slesicki
- 2003: Pogoda na jutro – Regie: Jerzy Stuhr
- 2005: Persona non grata – Regie: Krzysztof Zanussi
- 2006: Der Italiener (Il Caimano) – Regie: Nanni Moretti
- 2005: Ein perfekter Nachmittag (Doskonałe popołudnie) – Regie: Przemysław Wojcieszek
- 2007: Korowód – Regie: Jerzy Stuhr
- 2011: Habemus Papam – Ein Papst büxt aus (Habemus Papam) – Regie: Nanni Moretti
- 2014: Bürger (Obywatel) – Regie: Jerzy Stuhr
- 2023: Das Beste liegt noch vor uns (Il sol dell’avvenire) – Regie: Nanni Moretti